# Laubuka varuna
Laubuka varuna és una espècie de peix de la família dels ciprínids i de l'ordre dels cipriniformes.

## Morfologia
- Els mascles poden assolir 5,5 cm de longitud total.[1]

## Hàbitat
És un peix d'aigua dolça i de clima tropical on ocupa rius ombrívols sota el bosc tropical. Laubuka varuna és una de distribució restringida, coneguda a quatre llocs de la zona humida de les terres baixes occidentals de Sri Lanka. El seu hàbitat està en declivi a causa de la desforestació i l'expansió de l'agricultura. La qualitat de l'hàbitat s'ha vist degradada a causa de l'acumulació d'agroquímics i l'envasament. No hi ha qualsevol zona de protecció per a la majoria del seu hàbitat. Per tant, l'espècie està avaluada com a en perill segons la Llista Vermella de la UICN.

## Distribució geogràfica
Es troba a l'illa de Sri Lanka al continent de l'Àsia.